# 踊り海老
踊り海老（おどりえび、他に躍り海老、海老の踊り食いとも）は、日本の珍味であり、踊り食いの一種。生きたままの稚エビを材料としており、食べる際に足や触角が動くこともある。
踊り海老はエビを生きた状態のまま食べることから素早く準備される。提供時には通常、エビを酔わせるために日本酒につけ、次に専用のつけダレにつけたあと、素早く噛んで食べる。
エビは一尾丸ごと、あるいは頭を落とした殻付きの状態で供される。頭と殻は素早く揚げて付け合わせとされることもある。
非加熱の甲殻類を摂取することは、肺吸虫症による深刻な健康被害をもたらす虞がある。